# Obsxak
L'obsxak (en rus: общак) és un terme utilitzat pel crim organitzat rus que es refereix a un fons o caixa comuna destinada a l'assistència i ajuda material als membres d'una comunitat criminal, així com de les seves activitats. L'origen del terme, que deriva de l'adjectiu rus compartit o comú (obshchii), es troba en les comunitats criminals de les presons russes en l'era soviètica. L'obsxak acostuma a estar gestionat per una autoritat o cap criminal (vor v zakone), i es nodreix dels beneficis de l'activitat criminal i les aportacions dels grups que en participen.